# Nürnberger Trichter Karnevalsgesellschaft

Logo

Die Nürnberger Trichter Karnevalsgesellschaft e. V. 1909 (NTKG) mit Sitz in Nürnberg ist am 15. Mai 1909 gegründet worden. Der Name spielt auf den berühmten Nürnberger Trichter an. Sie ist die zweitälteste Nürnberger Karnevalsgesellschaft.

## Geschichte
Die Gründung erfolgte unter dem Vorsitz von Hans Hofmann und dem Präsidenten Wolfgang Wening mit dem Ziel, den bodenständigen Humor in Nürnberg hochzuhalten und zu fördern.
Die Nürnberger Trichter Karnevalsgesellschaft 1909 e. V. ist Mitglied beim Bund Deutscher Karneval (BDK), beim Fastnacht Verband Franken (FVF), bei der Fastnacht Jugend Franken (FJF) und im  Festausschuss Nürnberger Fastnacht e. V., dem Dachverband der Nürnberger Karnevalsvereine, beim Kreisjugendring (KJR) Nürnberg-Stadt und dem Haus der Heimat e. V. Nürnberg.
1914 hatte der Nürnberger Trichter über 800 Mitglieder. 
1953 erfolgte die Gründung des Trichter Herrenballetts. 1955 entstand die erste Trichter-Garde. Zum ersten Mal stellte die NTKG den Nürnberger Faschingsprinzen. 1959 wurde zum 50-jährigen Jubiläum von den Damen des Vereins eine Standarte gestiftet und der Nürnberger Prinz wurde wieder vom Trichter gestellt. 
1961 stellte der Trichter ein weibliches Fanfarenkorps auf. 1962 wurde der Nürnberger Prinz von der NTKG gestellt. 1966 wurde die traditionelle Zeremonie des Eintrichterns mit der Verleihung des Goldenen Nürnberger Trichters verbunden. Im selben Jahr beendete Herbert Hisel als Prinz Herbertla I. seine karnevalistische Laufbahn. 1969 stellte die Nürnberger Trichter Karnevalsgesellschaft das erste Mal das Nürnberger Prinzenpaar.
1974 wurde der erste Kinderfasching abgehalten. 1976 stellte der Trichter das Nürnberger Prinzenpaar. 1978–1981 schuf der Nürnberger Künstler Walter Ibscher vier Bronzegussmedaillen, die in das Archiv des Germanischen Nationalmuseums eingegliedert wurden. 1986 wurden die ersten Kindergruppen eingeführt. 1992 erschien zum ersten Mal die Trichter Show Company auf der Bühne. 1995 erfolgte die Einführung einer Juniorengarde.
2006 wurden zwei Aktive der NTKG an die befreundete CFK Fürth als Prinzenpaar der Stadt Fürth verliehen.
2009 feierte der Trichter sein 100-jähriges Bestehen mit einer Großen Prunksitzung. 2009 wurde eine Jugendabteilung ins Leben gerufen. 2012 stellte der Nürnberger Trichter das erste Mal das Kinderprinzenpaar zu Narrenberg. 2014 stellte der Nürnberger Trichter das Narrenberger Prinzenpaar. 
2020 war der Nürnberger Trichter Ausrichter der Mittelfränkischen Narrennachwuchssitzung des Fastnacht-Verbands Franken (FJF). 2020 feierte der Trichter sein 111-jähriges Jubiläum mit einem Großen Festkommers. 2023 sang Norbert Knorr das Eröffnungslied bei Fastnacht in Franken.
Heute ist die Nürnberger Trichter Karnevalsgesellschaft ein Verein mit über 250 Mitgliedern aus allen Altersschichten, der unter anderem karnevalistischen Tanzsport betreibt.

## Vorstände und Präsidenten
Die bekanntesten Vorstände/Präsidenten sind:
- Hermann Ramien
- Hans Bernhard
- Herbert Hisel
- Rolf Sperl
- Heiner Steudel
- Gerhard Förster
- Norbert Knorr

## Ehrensenatoren
Ehrensenatoren unterstützen und repräsentieren den Verein nach außen.
- Eugen Büttner 1971 (Großhändler)
- Peter Drescher 1983 (Centermageger A.D.)
- Werner Franz 1988 (Gastronom i. R.)
- Peter Bause 1993 (Schauspieler)
- Koni Büttner 1994 (Großhändler)
- Mizzi Wöhrl 1995 (Sponsorin)
- Cornelia Tuleweit 1997 (Sponsorin)
- Ulrich Maly 2003 (Oberbürgermeister A.D. Stadt Nürnberg)
- Manfred Plischka 2003 (Sponsor)
- Daniel Witte 2023 (Bäckermeister)
- Stefan Schuster 2006 (Landtagsabgeordneter A.D.)
- Hans Bock 2009 (Sponsor)
- Angelika Wimmer 2009 (Sponsorin) Senatspräsidentin
- Peter Eggen 2011 (Rechtsanwalt)
- Werner Eis 2011 (Ehrenpräsident Nürnberger Trichter Stockerau)
- Josefine Steudel 2012 (Sponsorin)
- Elisabeth Rechenberger 2014 (Sponsorin)
- Petra Guttenberger 2016 (Landtagsabgeordnete)
- Robert Gattenlöhner 2019 (Bezirksrat Mittelfranken A.D.)
- Michael Lauer 2020 (Tucher Brauerei)
- Marcus König 2023 (Oberbürgermeister Stadt Nürnberg)
- Claudia Arabackyi 2024 (Stadträtin Stadt Nürnberg)
- Nasser Ahmed 2024 (Stadtrat Stadt Nürnberg)
- Andrea Friedel 2025 (Stadträtin Stadt Nürnberg)

## Trichterträger
Der Goldene Trichter ist eine einmal jährlich verliehene Auszeichnung.
- 1966: Helmut Schmidt
- 1967: Max Merkel
- 1968: Ernst Bolek
- 1969: Gerrit Sanders
- 1970: Horst Ehmke
- 1971: Luis Trenker
- 1972: Iwan Rebroff
- 1973: Franz Burda
- 1974: Costa Cordalis / Lisa Fitz
- 1975: Franz Josef Strauß / Roberto Blanco
- 1976: Dieter Thomas Heck
- 1977: Heidi Brühl
- 1978: Tony Marshall
- 1979: Dunja Rajter / Rolf Sperl / Heinz Hausmann
- 1980: Helga Feddersen
- 1981: Heintje Simons
- 1982: Peter Rubin
- 1983: Rudolf Wöhrl
- 1984: Bruce Low
- 1985: Johannes Heesters
- 1986: Sofie Keeser
- 1987: Franzl Lang
- 1988: Hans-Dietrich Genscher
- 1989: Roy Black
- 1990: Roland Müller
- 1991: Carmen Nebel
- 1992: Wilfried Gliem und Wolfgang Schwalm, als Wildecker Herzbuben bekanntes Schlagerduo
- 1993: Renate Schmidt
- 1994: Simone Rethel
- 1995: Fritz Egner
- 1996: Kurt Leo Sourisseaux
- 1997: Oscar Schneider
- 1998: Dagmar Wöhrl
- 1999: Otto Schily
- 2000: Michael Holm
- 2001: Volker Heißmann / Martin Rassau
- 2002: Bernhard Brink
- 2003: Günther Koch
- 2004: Martin Mann
- 2005: Enrico de Paruta
- 2006: Peter Wackel
- 2007: Bernd Regenauer
- 2008: Klaus Karl-Kraus
- 2009: Günther Beckstein[1]
- 2010: Mark Lorenz[2]
- 2011: Ilse Neubauer
- 2012: Günter Stössel
- 2013: Stefan Peters
- 2014: Markus Söder
- 2015: Oliver Tissot
- 2016: Bernd Händel
- 2017: Ulrich Maly
- 2018: Rüdiger Baumann
- 2019: Thomas Förster
- 2020: Dorfrocker[3]
- 2023: Christoph Maul
- 2024: Matthias Walz
- 2025: Inis Procter